# Reuilly - Diderot (métro de Paris)
Reuilly - Diderot est une station des lignes 1 et 8 du métro de Paris, située dans le 12e arrondissement de Paris.

## Situation
La station est implantée à l'intersection de la rue de Reuilly et du boulevard Diderot, les quais étant établis : 
- sur la ligne 1, selon l'axe est-ouest du boulevard, entre la rue de Reuilly et la rue Chaligny (s'intercalant entre les stations Gare de Lyon et Nation) ;
- sur la ligne 8, approximativement selon un axe nord-ouest/sud-est, en courbe sous la rue de Reuilly, au sud du carrefour (entre les stations Faidherbe - Chaligny et Montgallet).

## Histoire
La station est ouverte le 20 août 1900, avec un retard de près d'un mois par rapport à la mise en service du premier tronçon de la ligne 1 entre Porte de Vincennes et Porte Maillot, intervenue le 19 juillet précédent. Jusqu'alors, les rames de métro la traversaient sans y marquer l'arrêt.
Elle doit sa dénomination initiale de Reuilly à sa proximité avec la rue éponyme, désignée ainsi parce qu'elle conduisait à l'antique palais de Reuilly (Romiliacum), situé dans l'ancien bourg de Reuilly.
Le 5 mai 1931, la station de la ligne 8 est ouverte à son tour avec l'inauguration de son prolongement depuis Richelieu - Drouot jusqu'à Porte de Charenton. C'est à cette occasion que la station est renommée Reuilly - Diderot du fait de sa position sous le boulevard Diderot, lui-même rebaptisé en 1879 afin d'honorer Denis Diderot (1713-1784), écrivain et philosophe du siècle des Lumières.
Dans les années 1930, les quais de la ligne 1 sont rallongés à 105 mètres de longueur afin d'accueillir d'hypothétiques rames de sept voitures, projet qui finalement ne se concrétisa pas[réf. nécessaire].
Comme dans un tiers des stations du réseau entre 1974 et 1984, les points d'arrêt des deux lignes sont modernisés par l'application du style décoratif « Andreu-Motte », avec des rampes lumineuses ainsi que des banquettes recouvertes de carreaux plats de couleur et surmontées de sièges « Motte », en orangé pour la ligne 1 et en bleu sur la ligne 8. Si le traditionnel carrelage blanc biseauté est maintenu dans les deux cas, les quais de la ligne 8 perdent en revanche leurs cadres publicitaires en faïence de couleur miel à motifs végétaux ainsi que le nom de la station incorporé dans la céramique des piédroits, selon le style d'entre-deux-guerres de l'ex-CMP.
Dans le cadre du programme « Renouveau du métro » de la RATP, l'ensemble de la station est rénovée le 31 mars 2008, entraînant la disparition du style « Motte » sur les quais des deux lignes au profit d'un renouvellement du carrelage blanc biseauté. En parallèle de cette opération, les quais de la ligne 1 sont rehaussés le week-end des 31 mai et 1er juin 2008 dans le cadre de son automatisation intégrale afin de recevoir des façades de quai, lesquelles sont installées en mars 2011.
Selon les estimations de la RATP, la station a vu entrer 6 328 040 voyageurs en 2019, ce qui la place à la 52e position des stations de métro pour sa fréquentation. En 2020, avec la crise du Covid-19, son trafic annuel tombe à 3 860 750 voyageurs, ce qui la classe alors au 30e rang, avant de remonter progressivement en 2021 avec 4 580 091 entrants comptabilisés, la reléguant toutefois à la 44e position des stations du réseau pour sa fréquentation cette année-là.

## Services aux voyageurs

### Accès
La station dispose de quatre accès, chacun constitué d'un escalier fixe débouchant sur le boulevard Diderot :
- Accès no 1 « boulevard Diderot » : entrée au droit du no 116 du boulevard ;
- Accès no 2 « rue Claude Tillier » : entrée ornée d'un candélabre Dervaux face au no 118 du boulevard ;
- Accès no 3 « rue de Reuilly » : entrée au droit du no 73 du boulevard ;
- Accès no 4 « rue de Chaligny » : entrée agrémentée d'un mât Dervaux face au no 90 du boulevard.

Accès à la station
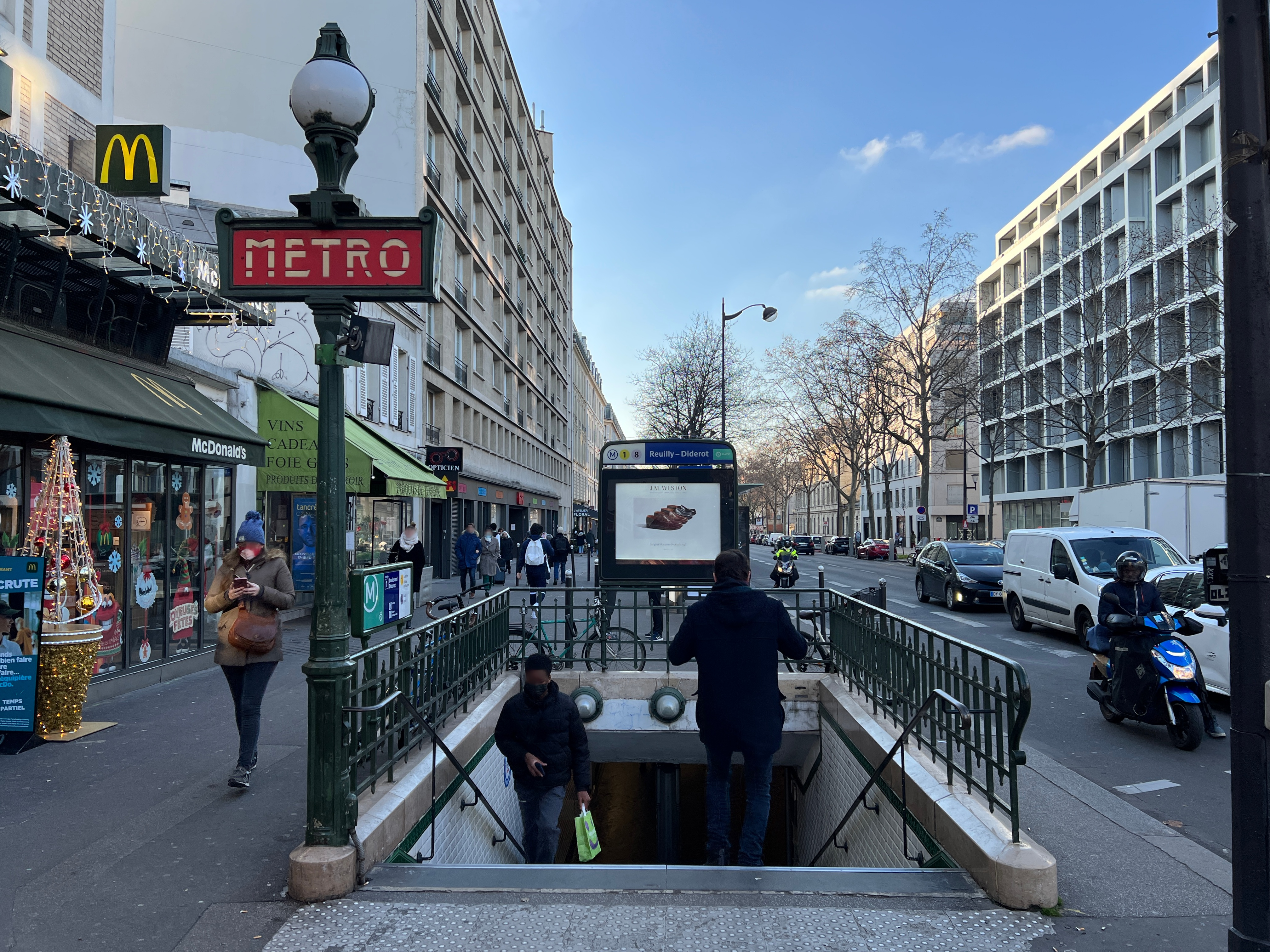
L'accès no 1, « Boulevard Diderot ».
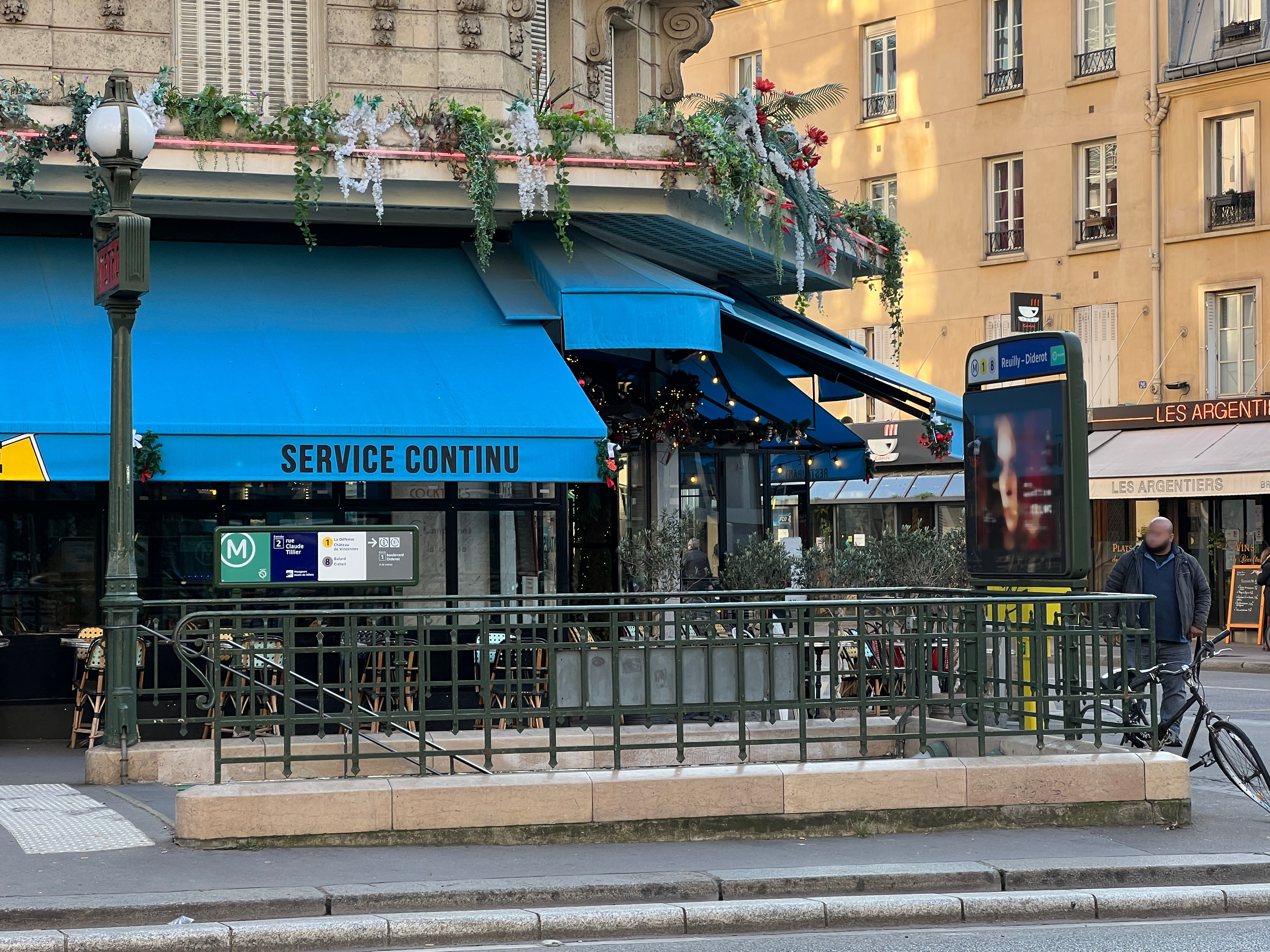
L'accès no 2, « Rue Claude Tillier ».
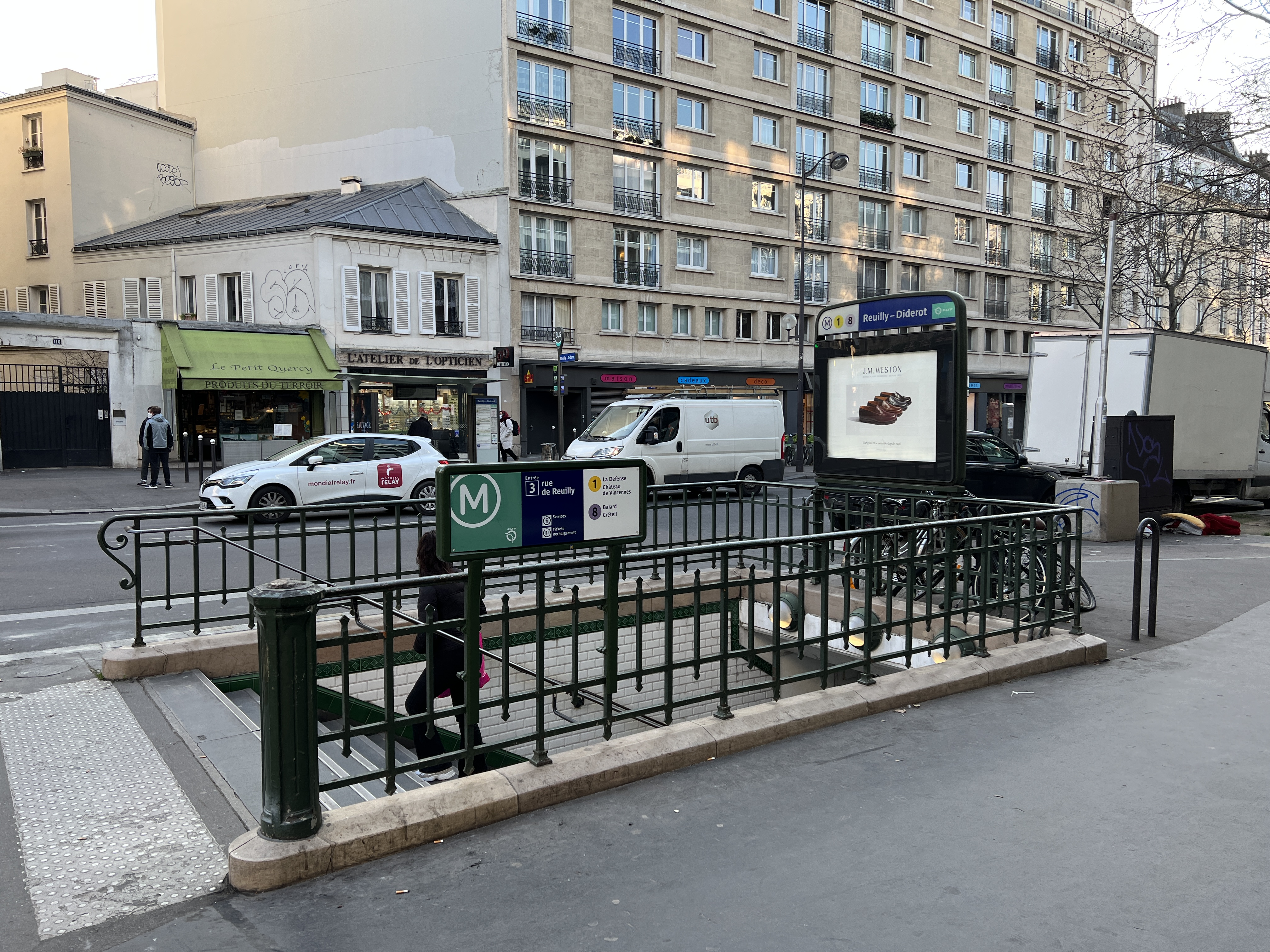
L'accès no 3, « Rue de Reuilly ».
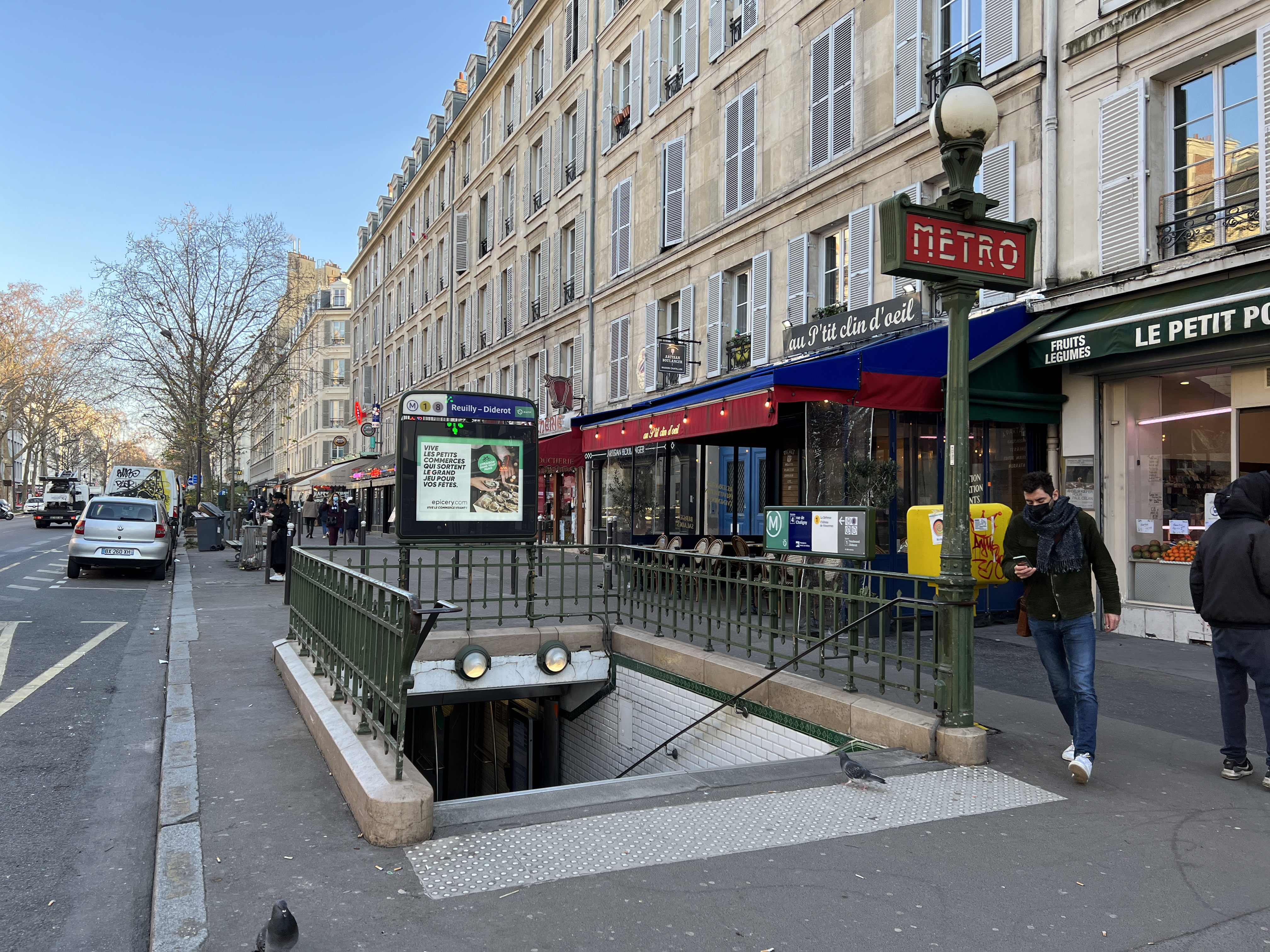
L'accès no 4, « Rue de Chaligny ».

### Quais

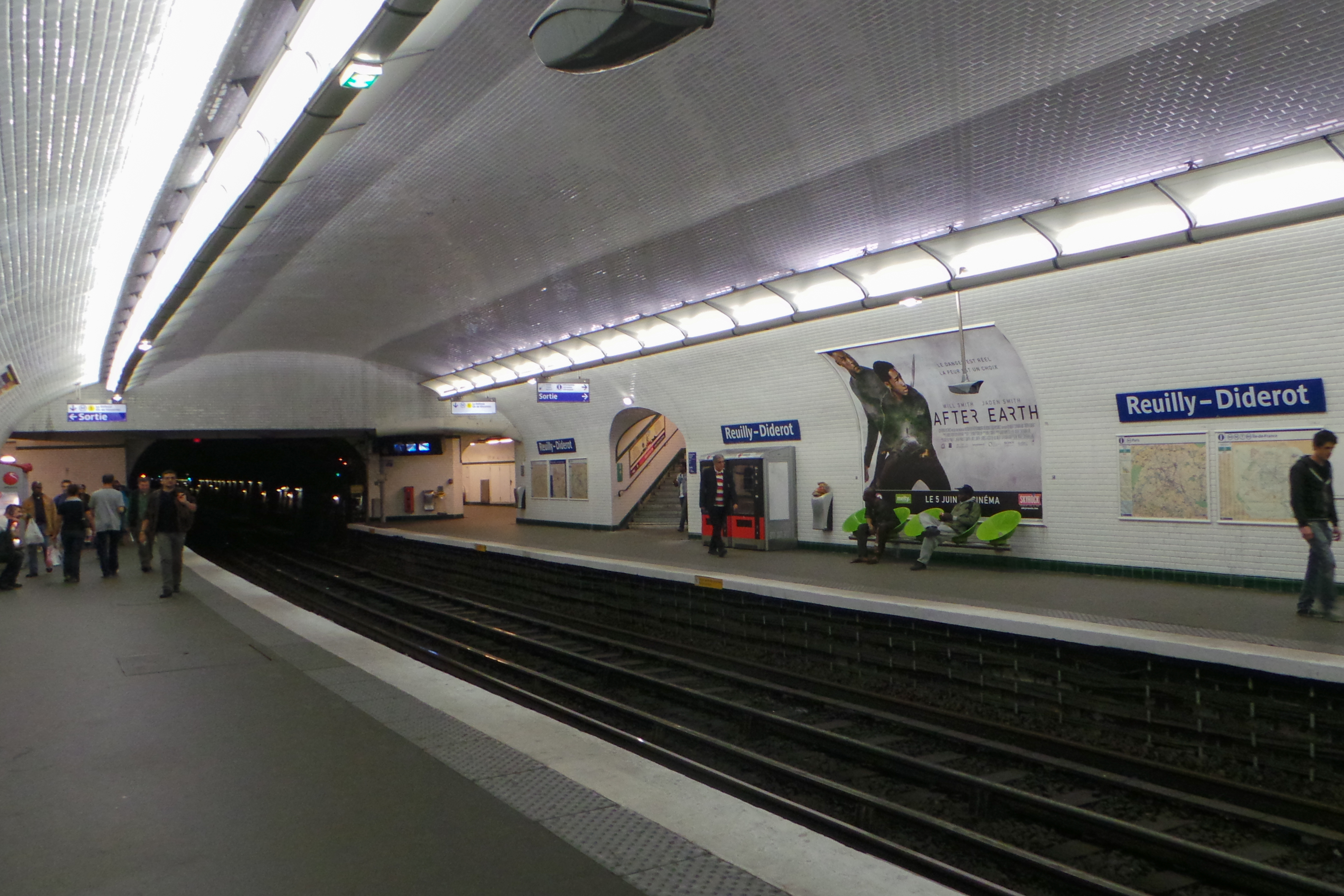
Quais de la ligne 8.

Les quais des deux lignes, celle de la ligne 8 étant au niveau inférieur, sont longs de 105 mètres et de configuration standard : au nombre de deux par point d'arrêt, ils sont séparés par les voies du métro situées au centre et la voûte est elliptique. La décoration est du style utilisé pour la majorité des stations de métro dans les deux cas : les bandeaux d'éclairage sont blancs et arrondis dans le style « Gaudin » du renouveau du métro des années 2000, et les carreaux en céramique blancs biseautés recouvrent les piédroits, la voûte, les tympans et les débouchés des couloirs. Les cadres publicitaires sont en céramique blanche et le nom de la station est inscrit en police de caractères Parisine sur panneaux rétro-éclairés incorporés pour la plupart à des caissons parés de bois pour la ligne 1, et sur plaques émaillées pour la ligne 8. Les sièges de style « Akiko » sont de couleur orange sur la ligne 1 et verte sur la ligne 8. Les quais de la ligne 1, longs de 90 mètres, sont équipés de portes palières, tandis que la station de la ligne 8 se distingue par son profil en courbe, la hauteur plus importante de sa voûte ainsi que la partie basse de ses piédroits qui est verticale et non elliptique en conséquence.

### Intermodalité
La station est desservie par les lignes 46, 57 et 215 du réseau de bus RATP et, la nuit, par la ligne N11 du réseau de bus Noctilien.

## À proximité
- Jardin Martha-Desrumaux
- Hôpital Saint-Antoine